# Вулиця Миколи Кибальчича (Київ)
Ву́лиця Мико́ли Киба́льчича  — вулиця у Дніпровському районі міста Києва, головна вулиця житлового масиву Кибальчич. Пролягає дугою від перетину вулиць Райдужної та Петра Вершигори до проспекту Романа Шухевича.
Прилучаються Воскресенський проспект, вулиці Сірожупанників, Остафія Дашкевича та Ірини Бекешкіної.

## Історія
Вулиця виникла у 1950-х роках під назвою Нова, з 1958 року — Актюбінська. Сучасна назва — з 1961 року, на честь українського революціонера-народника та автора схеми першого у світі реактивного літального апарата Миколи Кибальчича. Набула сучасного вигляду у 1970-ті роки з появою масиву Кибальчич.

## Установи
- Школа-дитячий сад «Щастя» (буд. № 3)
- Середня школа № 224 (буд. № 5)
- Середня школа № 246 (буд. № 7)
- Дитячий сад № 471 (буд. № 10а)
- Залізнична каса (буд. № 11а)
- Бібліотека ім. П. Тичини (філіал), ЖРЕО № 411 Дніпровського р-ну, Відділ міліції Дніпровського р-ну (буд. № 13б)
- Дитячий сад № 672 (буд. № 17)

## Зображення

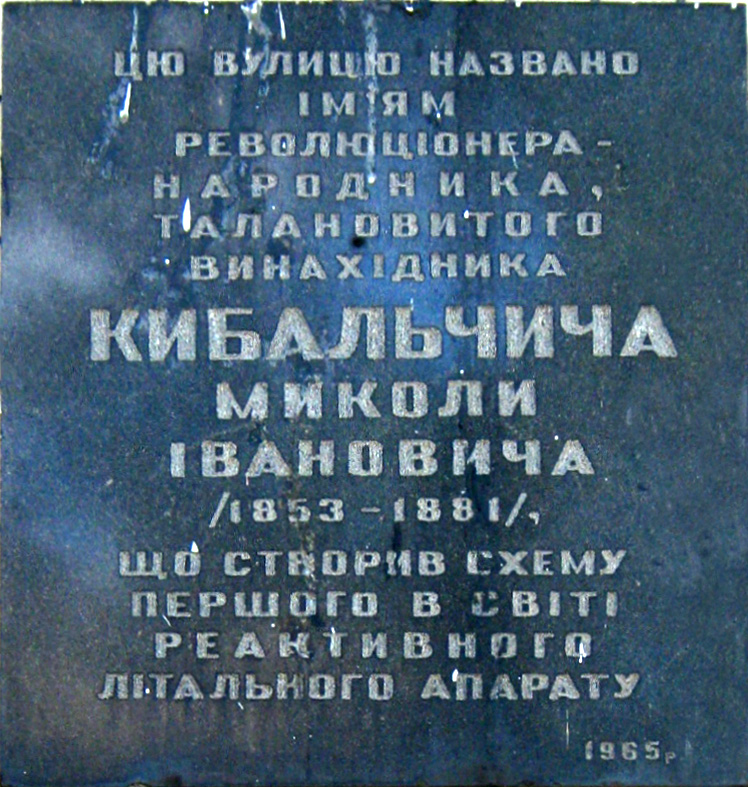
Анотаційна дошка на честь Миколи Кибальчича
Будинок № 19 по вулиці Миколи Кибальчича